# エグゼクティブ・アドバイザー
エグゼクティブ・アドバイザー（Executive Adviser）は、ある組織に関与し、意思決定を行う権限を持たないが、組織の運営について高度な専門的知識などの意見を述べる役職やその役職に就いている者のことである。また、特定のプロジェクトなどを指導するなどの役割を持つ役職である。英名を略してEAというときもある。常勤職か非常勤職かはそれぞれの組織において異なる。

## 企業の場合
企業の場合、特定分野において高度な能力を持った人材にその能力を発揮するために置く場合がある。また、社長の命などによって、特定のプロジェクトを担う場合もある。

## 大学の場合
大学の場合、学長や理事、副学長などの執行部経験者が、退任後に就くことが多く、企業の場合と同様に特定分野において高度な能力を持った教職員が充てられることがある。教職員の多くの場合は、定年を超えたシニア層が就くことが多く、現役教職員が就くことは珍しい。非常勤職で任命されることが多い。

## スポーツ組織の場合
公益財団法人日本バスケットボール協会の場合、「エグゼクティブアドバイザーは、国際バスケットボール連盟（FIBA）モニタリングが早期に解除されるよう、日本バスケットボール界を総監する役割を担う。」、「エグゼクティブアドバイザーは、本協会のガバナンスに関する事項および重要事項について、役員に対し、指導・助言を行う。」、「エグゼクティブアドバイザーは、必要に応じ、評議員会、理事会、その他重要会議に出席し、意見を述べることができる。」と規程されており、特定分野において任を持って行動する役職者となっている。

## その他の組織
名誉職、栄誉職として与えられる場合がある。経営陣の相談役としての任である。また、著名人などを任命し、広告塔としての役割を担う場合もある。そのため、非常勤職として任命されることが多い。

## 顧問や相談役との違い
顧問や相談役の場合、経営陣を退任した後の名誉職や栄誉職としての立場は強く、いわゆる「隠居」というニュアンスがある。また、組織の長の命（社長や学長など）によって、特定分野のプロジェクトなどを率いることや指導するということもない。エグゼクティブ・アドバイザーの場合は、これと異なる役職であるが、中には顧問や相談役とエグゼクティブ・アドバイザーを同義として用いている場合もある。 